# Aname warialda
Aname warialda är en spindelart som beskrevs av Raven 1985. Aname warialda ingår i släktet Aname och familjen Nemesiidae. Inga underarter finns listade i Catalogue of Life.